# マイケル・コリンズ (ウェールズのラグビー選手)
マイケル・コリンズ（Michael Collins, 1986年7月21日 - ）は、ウェールズのラグビーユニオン選手。ポジションはロック。プロ12リーグのオスプリーズに所属。